# Henryetta
Henryetta és una ciutat dels Estats Units a l'estat d'Oklahoma. Segons el cens del 2000 tenia 6.096 habitants.

## Demografia
Segons el cens del 2000, Henryetta tenia 6.096 habitants, 2.460 habitatges, i 1.589 famílies. La densitat de població era de 389,7 habitants per km².
Per edats la població es repartia de la següent manera: un 25,9% tenia menys de 18 anys, un 8,3% entre 18 i 24, un 23,6% entre 25 i 44, un 22,5% de 45 a 60 i un 19,7% 65 anys o més.
L'edat mediana era de 39 anys. Per cada 100 dones de 18 o més anys hi havia 80,1 homes.
La renda mediana per habitatge era de 20.115 $ i la renda mediana per família de 24.760 $. Els homes tenien una renda mediana de 28.661 $ mentre que les dones 14.268 $. La renda per capita de la població era d'11.908 $. Entorn del 19,9% de les famílies i el 22,8% de la població estaven per davall del llindar de pobresa.

## Poblacions més properes
El següent diagrama mostra les poblacions més properes.